# Tramvervoer van Nîmes

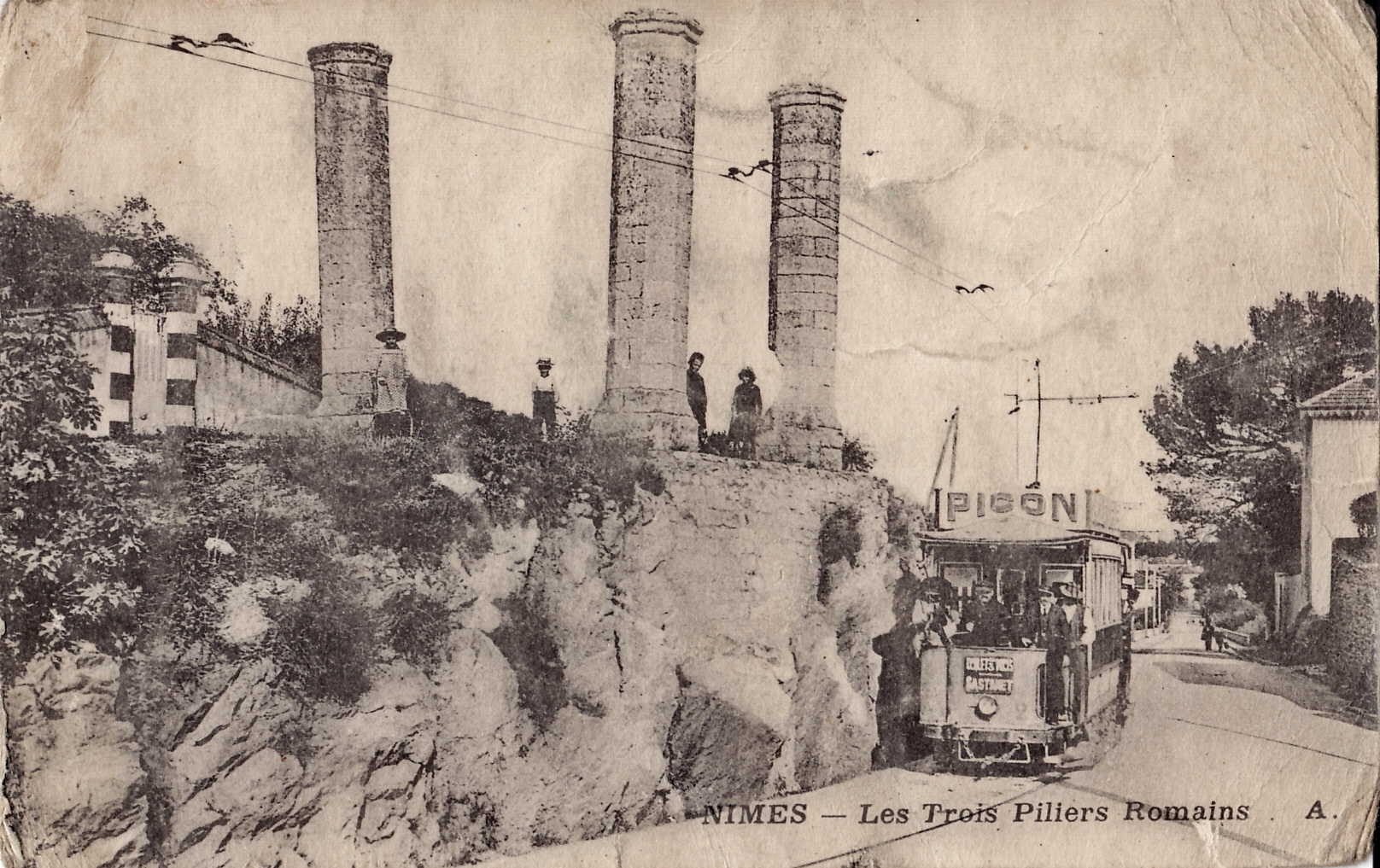
Tram naast drie Romeinse zuilen in Nîmes (Frankrijk)

Het tramvervoer in Nîmes, een stad in het Franse departement Gard, verliep van 1880 tot 1951.

## Historiek
In 1878 verwierf een privé-persoon het alleenrecht voor de exploitatie van paardentrams. Hij kreeg het octrooi voor 60 jaren. Een jaar later al verkocht hij zijn octrooi aan de onderneming Compagnie générale des omnibus de Marseille. Deze begon met het elektrificeren van tramlijnen langsheen de boulevards van de stad, zowat 6 km in totaal. De eerste elektrische tram reed in 1880. De onderneming uit Marseille ging nadien failliet en, na een intermezzo met een departementale trammaatschappij, verwierf de Compagnie des tramways de Nîmes (CTN) het octrooi van het tramvervoer (1898). In deze periode verdwenen de paardentrams.
De Compagnie CTN bouwde de tramlijnen uit tot een netwerk van 19 km (1910). CTN ging over in de Société Fermière des Tramways de Nîmes in 1933. Na de Tweede Wereldoorlog verschenen trolleybussen en autobussen in het verkeer. Er werd binnen het stadsbestuur een financiële keuze genomen ten voordele van autobussen. Zo reed de laatste tram in 1951.